# Dendropemon linearis
Dendropemon linearis är en tvåhjärtbladig växtart som beskrevs av Brother Alain. Dendropemon linearis ingår i släktet Dendropemon och familjen Loranthaceae. Inga underarter finns listade i Catalogue of Life.